# Mýa

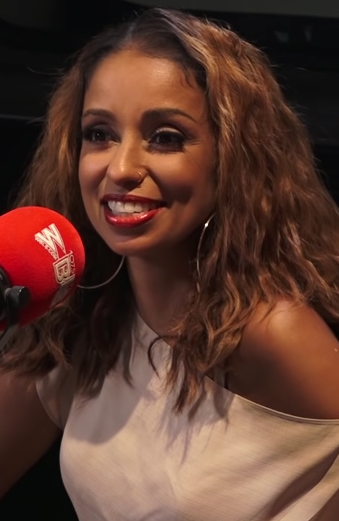
Mýa (2018)

Mýa Marie Harrison (* 10. Oktober 1979 in Washington, D.C.) ist eine US-amerikanische Sängerin, Songwriterin, Tänzerin und Schauspielerin. Sie veröffentlichte mehrere Soloalben und war mit Singleauskopplungen und Gastbeiträgen in den internationalen Charts vertreten.

## Leben
Mýa kam am 10. Oktober 1979 in Washington, D.C. als Tochter eines Afroamerikaners und einer Halb-Italienerin zur Welt. Mit drei Jahren begann sie Tanzunterricht zu nehmen. Im Alter von 15 begann sie Tanzunterricht zu geben. Mit 16 war sie das erste Mal bei einem Kurzauftritt im Fernsehen zu sehen.

## Karriere
1997 unterzeichnete sie mit Hilfe der befreundeten R&B-Gruppe Dru Hill bei Haqq Islams University Records ihren ersten Plattenvertrag. In Zusammenarbeit mit der Band entstand ihr selbstbetiteltes Debütalbum Mýa, das nach Erscheinen im Sommer 1998 in die Top 30 der US-amerikanischen Albumcharts gelangte und mit „It’s All About Me“, „Movin’ On“ und „My First Night with You“ drei in den Charts erfolgreiche Singleauskopplungen hervorbrachte. Zur selben Zeit sang Mýa bei Pras’ erster Solosingle „Ghetto Supastar (That Is What You Are)“ den Chorus, was ihr vor allem in Europa zusätzliche Popularität verschaffte. Noch im selben Jahr hatte sie mit Mase, BLACKstreet einen erneuten Charterfolg mit dem Lied „Take Me There“.

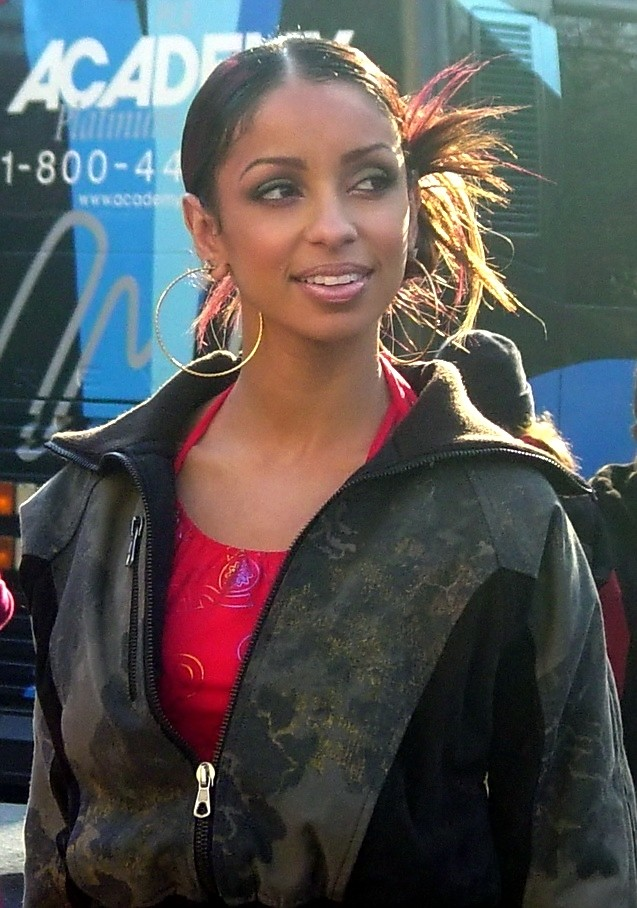
Mýa (2003)

Im Frühjahr 2000 veröffentlichte Mýa ihr zweites Album Fear of Flying. Die erste Single „Best of Me“, mit einem Gastauftritt von Jadakiss, fand in den USA allerdings kaum Anklang. Die zweite Single „Case of the Ex“ war aber erfolgreicher und markiert Mýas größten US-Charterfolg. Der anhaltende Erfolg des Albums, das sich weltweit mehr als fünf Millionen Mal verkaufte, veranlasste Interscope Records zu einem Re-Release der CD, die noch im selben Jahr mit einigen neuen Liedern und inklusive der dritten Single „Free“ ein zweites Mal veröffentlicht wurde.
2001 bat Missy Elliott sie, neben Christina Aguilera, Pink und Lil’ Kim den Patti-LaBelle-Klassiker „Lady Marmalade“ neu einzusingen. Der Soundtrack zum Kinoerfolg Moulin Rouge stürmte weltweit die Chartspitzen und entwickelte sich im Laufe der Sommermonate zu der erfolgreichsten Single des Jahres. Die einzelnen Mitglieder des Quartetts bekamen durch Presse und Öffentlichkeit bis dato unerreichtes Interesse an ihrer Person und ihrem Privatleben. 2002 bekamen sie für ihre Arbeit einen Grammy verliehen. Im selben Jahr hatte Mýa mit einer Nebenrolle in der Filmadaption des Musicals Chicago ihren ersten Auftritt als Schauspielerin.
Mit Moodring folgte im Juli 2003 ihr drittes Studioalbum. Die CD verkaufte sich über zwei Millionen Mal und erzielte mit Platz 3 in den US-amerikanischen Albumcharts und Platz 7 in Deutschland recht großen Erfolg. Die beiden Singleauskopplungen „My Love Is Like … Woah“ und „Fallen“ erreichten ebenfalls die Charts, waren aber etwas weniger erfolgreich als die Singles des Vorgängeralbums.
Ebenfalls 2003 sang sie den Titelsong Everything or nothing zum Computerspiel 007: Alles oder Nichts.
Mýa spielte wenig später in den Filmen Dirty Dancing 2 und Darf ich bitten? an der Seite von Richard Gere und Jennifer Lopez mit.
2007 kam das von Dr. Dre, Lil Jon und Kwame produzierte Album Liberation auf den Markt. Aus dem Album, das selbst nicht in die Charts kam, wurden drei Singles ausgekoppelt. Mýa veröffentlichte anschließend 2008 das Album Sugar & Spice nur in Japan.
Anfang 2009 begann Mýa an ihrem neuen Album Beauty and the Streets, das im September 2009 als Mixtape mit Remixen veröffentlicht wurde. In den amerikanischen R&B Albumcharts erreichte es Platz 55. Schon im August erschien die Single Show Me Something, ein Duett mit dem Rapper Bun B.
Mýa war lange Zeit Vegetarierin. Sie ernährt sich heute aus gesundheitlichen und ethischen Gründen vegan.

## Diskografie
Studioalben

| Jahr | Titel Musiklabel                                         | Höchstplatzierung, Gesamtwochen, AuszeichnungChartplatzierungen (Jahr, Titel, Musiklabel, Platzierungen, Wochen, Auszeichnungen, Anmerkungen) | Höchstplatzierung, Gesamtwochen, AuszeichnungChartplatzierungen (Jahr, Titel, Musiklabel, Platzierungen, Wochen, Auszeichnungen, Anmerkungen) | Höchstplatzierung, Gesamtwochen, AuszeichnungChartplatzierungen (Jahr, Titel, Musiklabel, Platzierungen, Wochen, Auszeichnungen, Anmerkungen) | Höchstplatzierung, Gesamtwochen, AuszeichnungChartplatzierungen (Jahr, Titel, Musiklabel, Platzierungen, Wochen, Auszeichnungen, Anmerkungen) | Höchstplatzierung, Gesamtwochen, AuszeichnungChartplatzierungen (Jahr, Titel, Musiklabel, Platzierungen, Wochen, Auszeichnungen, Anmerkungen) | Anmerkungen                                                |
| Jahr | Titel Musiklabel                                         | DE | AT | CH | UK | US | Anmerkungen                                                |
| ---- | -------------------------------------------------------- | --- | --- | --- | --- | --- | ---------------------------------------------------------- |
| 1998 | Mýa Interscope Records (UMG)                             | — | — | — | — | US29 Platin · (53 Wo.)US | Erstveröffentlichung: 21. April 1998 Verkäufe: + 2.000.000 |
| 2000 | Fear of Flying Interscope Records (UMG)                  | DE52 (16 Wo.)DE | — | CH33 (16 Wo.)CH | — | US15 Platin · (52 Wo.)US | Erstveröffentlichung: 25. April 2000 Verkäufe: + 1.285.000 |
| 2003 | Moodring Interscope Records (UMG)                        | — | — | — | — | US3 Gold · (18 Wo.)US | Erstveröffentlichung: 26. Juni 2003 Verkäufe: + 603.293    |
| 2007 | Liberation Motown (UMG)                                  | — | — | — | — | — | Erstveröffentlichung: 18. September 2007                   |
| 2008 | Sugar & Spice Manhattan Records (EMI)                    | — | — | — | — | — | Erstveröffentlichung: 3. Dezember 2008                     |
| 2011 | K.I.S.S. (Keep It Sexy & Simple) Manhattan Records (PL9) | — | — | — | — | — | Erstveröffentlichung: 6. April 2011 Verkäufe: + 5.502      |
| 2016 | Smoove Jones Planet 9 (PL9)                              | — | — | — | — | — | Erstveröffentlichung: 14. Februar 2016                     |
| 2018 | T.K.O. (The Knock Out) Planet 9 (MGM)                    | — | — | — | — | — | Erstveröffentlichung: 20. April 2018                       |

## Filmografie
- 1999: In Too Deep
- 2002: Haunted (Fernsehserie, eine Folge)
- 2002: Chicago
- 2003: Volcano High
- 2004: Dirty Dancing 2 (Dirty Dancing: Havana Nights)
- 2004: Darf ich bitten? (Shall We Dance?)
- 2004: Missing – Verzweifelt gesucht (Missing, Fernsehserie, Folge: „Pop Star“)
- 2005: Verflucht (Cursed)
- 2005: Navy CIS (NCIS, Fernsehserie, Folge: „Pop Life“)
- 2006: Ways Of The Flesh
- 2007: The Metrosexual
- 2007: Cover
- 2008: Love for Sale
- 2010: The Penthouse
- 2014: American Warships 2 (Bermuda Tentacles, Fernsehfilm)

## Auszeichnungen
- ALMA Awards
  - 2002: in der Kategorie „Outstanding Song In a Motion Picture Soundtrack“ (Lady Marmalade)

- ASCAP Pop Music Awards
  - 2002: in der Kategorie „Best Video“ (Lady Marmalade)

- BMI Awards
  - 2002: in der Kategorie „Best Song“ (Lady Marmalade)

- Broadcast Film Critics Association Award
  - 2003: in der Kategorie „Best Acting Ensemble“ (Chicago)

- Channel V Thailand Music Video Awards
  - 2002: in der Kategorie „Popular Duo/Group Video“ (Lady Marmalade)

- Grammy
  - 2002: in der Kategorie „Best Pop Collaboration with Vocals“ (Lady Marmalade)

- MOBO Awards
  - 1998: in der Kategorie „Best International Single“ (Ghetto Supastar)

- MTV Video Music Awards
  - 2001: in der Kategorie „Video of the Year“ (Lady Marmalade)
  - 2001: in der Kategorie „Best Video From a Film“ (Lady Marmalade)

- MTV Video Music Awards Japan
  - 2002: in der Kategorie „Best Video from a Film“ (Lady Marmalade)

- MVPA Awards
  - 1999: in der Kategorie „Feature Film Video of the Year“ (Ghetto Supastar)
  - 2002: in der Kategorie „Best Styling in a Video“ (Lady Marmalade)

- My VH1 Music Awards
  - 2001: in der Kategorie „Is It Hot In Here Or Is It Just My Video“ (Lady Marmalade)
  - 2001: in der Kategorie „My Favorite Video“ (Lady Marmalade)

- Palm Beach International Film Festival
  - 2006: in der Kategorie „Cross Over Award“

- Radio Music Awards
  - 2001: in der Kategorie „Song of the Year Top 40 Pop Radio“ (Lady Marmalade)

- Screen Actors Guild Awards
  - 2003: in der Kategorie „Outstanding Performance by a Cast in a Motion Picture“ (Chicago)

- Teen Choice Awards
  - 2001: in der Kategorie „Choice Song of the Summer“ (Lady Marmalade)

- TMF Awards-Belgium
  - 2001: in der Kategorie „Video of the Year“ (Lady Marmalade)

- TMF Awards-Netherland
  - 2002: in der Kategorie „Video of the Year“ (Lady Marmalade)

- WAMA
  - 1998: in der Kategorie „Urban Contemporary Vocalist“
  - 1998: in der Kategorie „New Artist“
  - 1998: in der Kategorie „Debut Recording“ (Mýa)
  - 1999: in der Kategorie „Urban Contemporary Female Vocalist“
  - 2000: in der Kategorie „Urban Contemporary Female Vocalist“
  - 2000: in der Kategorie „Spotlight Award“
  - 2000: in der Kategorie „Urban Contemporary Recording“ (Fear of Flying)
  - 2001: in der Kategorie „Urban Contemporary Recording“ (Case of the Ex)